# 館後
館後（たてうしろ）は、青森県弘前市の地名で、旧中津軽郡東目屋村国吉の一部。郵便番号は036-1432。

## 地理
当地を河川が縦貫し、西から北にかけて旧中津軽郡岩木町百沢に囲まれ、東から西にかけて国吉に接する。

### 小字
小字として新田・館後がある。

## 歴史

### 沿革
- 1974年（昭和49年） - 国吉の一部から分離、館後になる。

### 地名の由来
かつての国吉の小字、館後から。

## 世帯数と人口
2017年（平成29年）6月1日現在の世帯数と人口は以下の通りである。
| 大字             | 世帯数 | 人口 |
| ---------------- | ------ | ---- |
| 館後（小字全域） | 24世帯 | 51人 |

## 施設

### 公共
- 坂本公民館
- 館後公民館

## 小・中学校の学区
市立小・中学校に通う場合、学区は以下の通りとなる。
| 大字 | 番地 | 小学校               | 中学校               |
| ---- | ---- | -------------------- | -------------------- |
| 館後 | 全域 | 弘前市立東目屋小学校 | 弘前市立東目屋中学校 |

## 交通
- 弘南バス

高野（弘前 - 田代・川原平・大秋線）停留所。